# Mateusz Szczepaniak (żużlowiec)
Mateusz Szczepaniak (ur. 10 lutego 1987 w Ostrowie Wielkopolskim) – polski żużlowiec.
Brat Michała Szczepaniaka, również żużlowca.

## Kariera

### Drużynowe Mistrzostwa Świata Juniorów
- 2007 – Zwycięstwo (9 punktów)

### Indywidualne Mistrzostwa Europy Juniorów
- 2006 – 11. miejsce (6 punktów)

### Klubowy Puchar Europy
- 2004 – zwycięstwo (rezerwowy)

### Drużynowe Mistrzostwa Polski
- 2004 – 3. miejsce
- 2005 – 3. miejsce
- 2006 – 2. miejsce
- 2007 – 5. miejsce (średnia biegowa 1,391)

### Młodzieżowe drużynowe mistrzostwa Polski na żużlu
- 2003 – 1. miejsce
- 2008 – 3. miejsce

### Turniej o Brązowy Kask
- 2006 – 1. miejsce